# Polycirrus haematodes
Polycirrus haematodes är en ringmaskart som först beskrevs av Jean Louis René Antoine Édouard Claparède 1864.  Polycirrus haematodes ingår i släktet Polycirrus och familjen Terebellidae. Arten har ej påträffats i Sverige. Inga underarter finns listade i Catalogue of Life.